# روسیه در مسابقه آواز یوروویژن ۲۰۰۰
روسیه در مسابقه آواز یوروویژن ۲۰۰۰ شرکت نمود که در روز ۱۳ می ۲۰۰۰در گلوب آرنا در استکهلم سوئد برگزار شد. پخش کننده روسی او آر تی بعد از گذشت ۲ سال دوری بعد از زوال آنان در سال ۱۹۹۸ به مسابقه آواز یوروویژن برگشت. او آر تی در سرآغاز کارش اعلام نمود که شرکت روسیه برای مسابقه ۲۰۰۰ از راه یک فینال تلویزیونی ملی منتخب می‌کند. در این شرایط موجود، صدا و سیما بعدها این تصمیمش را گرفت که نماینده کشور را از راه یک انتخاب داخلی منصوب نماید. آهنگ «تنها» که توسط اندرو لین و براندون بارنز نوشته شده‌است و توسط آلسو اجرا گردیده‌است به عنوان نماینده کشور منتخب گردید. روسیه از بین ۲۴ کشور شرکت کننده در این مسابقه به مقام نهم دست یافت و با ۱۵۵ امتیاز در جایگاه نایب قهرمان قرار گرفت و بالاترین مقام کشور در این مسابقه تا این مرحله را به خود مختص نمود.

## زمینه
پیش از مسابقه آواز یوروویژن ۲۰۰۰، روسیه در هنگام نخستین ورود آن در سال ۱۹۹۴، در مسابقه آواز یوروویژن شرکت کرده بود. روسیه مسابقه ۱۹۹۶ را رها نمود چون آهنگ منتخب «من من هستم» توسط آندری کوسینسکی به دلیل نمره متوسط پایین از مسابقات پیشین در مرحله مقدماتی مسابقات ۱۹۹۸ شرکت نکرد که در پایان آن منجر به سقوط و مسابقه ۱۹۹۹ به دلیل این واقعیت گردید. که پخش کننده روسی او آر تی مسابقه ۱۹۹۸ را در تلویزیون پخش ننمود، که برای شرکت در سال ۱۹۹۹ شرایط لازم بود. تا این مرحله، بهترین رتبه کشور کسب جایگاه نهم بود که در سال ۱۹۹۴ با آهنگ «سرگردان ابدی» توسط یودیف به آن رسید. کمترین پیروزی روسیه در سال ۱۹۹۵ بود که با ترانه «لالایی برای آتشفشان» اثری ازفیلیپ کیرکوروف در رده هفدهم واقع گردید و در کل ۱۷ امتیاز کسب نمود.
پخش کننده ملی روسیه او آر تی این پیشامد را در روسیه پخش می‌نمود و عمل منتخب نمودن برای ورود کشور را تنظیم می‌نماید. او آر تی هدف خود را برای شرکت در مسابقه آواز یوروویژن ۲۰۰۰ در دسامبر ۱۹۹۹ تأیید نمود. در سال ۲۰۰۰، او آر تی هدفش یک فینال تلویزیونی ملی را برای منتخب نمودن هنرمند و آهنگ پیش از اینکه به یک انتخاب داخلی تبدیل گردد، پخش نماید.

## قبل از یوروویژن

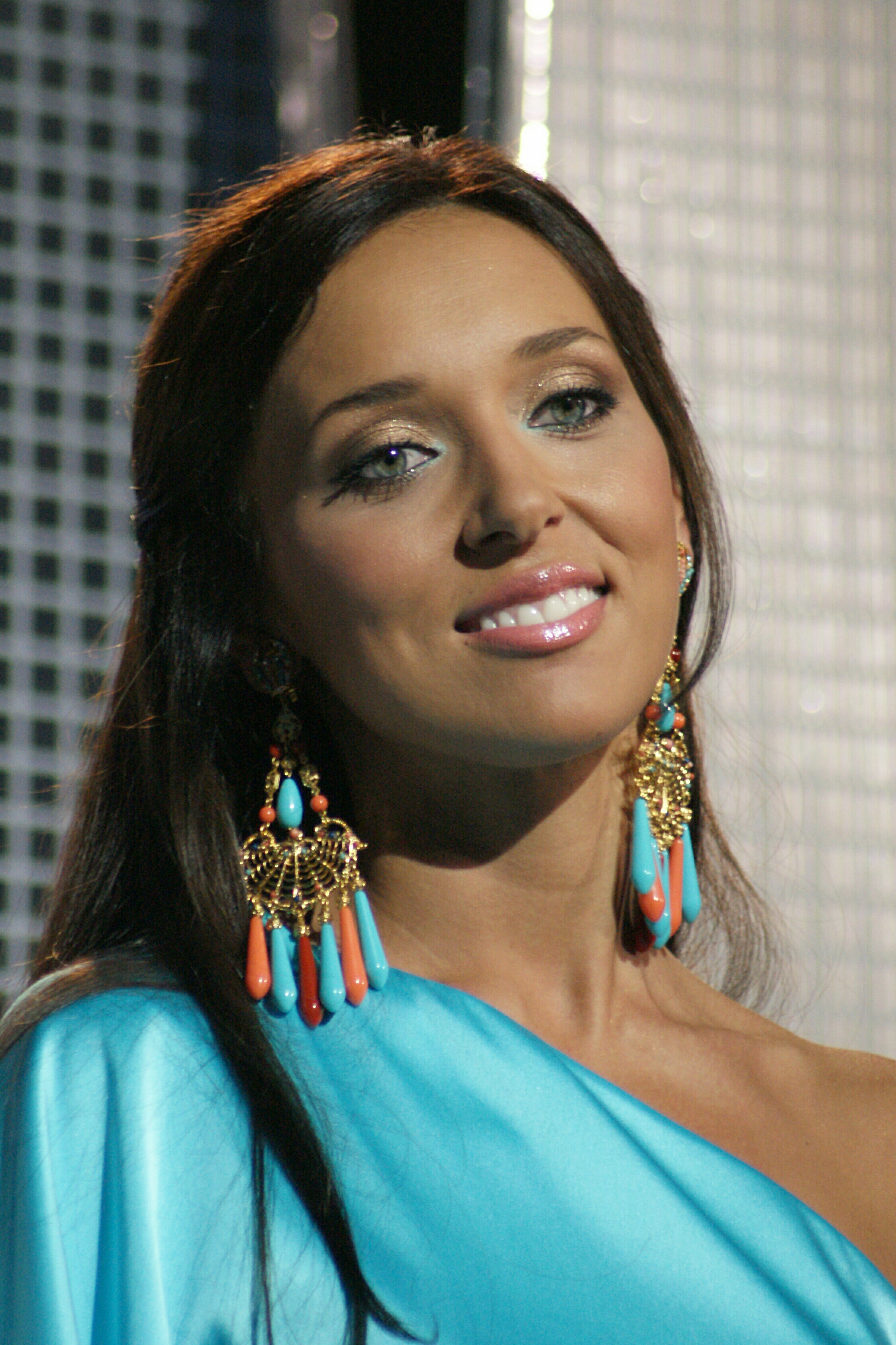
آلسو (تصویر در سال ۲۰۰۹) به عنوان نماینده روسیه در مسابقه آواز یوروویژن ۲۰۰۰ منصوب شد.

### انتخاب داخلی
در دسامبر ۱۹۹۹، او آر تی گذارش داد که یک فینال ملی در تاریخ ۱۹ فوریه ۲۰۰۰ برای منتخب نمودن شرکت روسی برای مسابقه آواز یوروویژن ۲۰۰۰ برگزار می‌نماید و یک دوره ارسال برای هنرمندها و آهنگسازهای مشتاق بازگردید تا کارهای خود را تا تاریخ ۱۵ فوریه ۲۰۰۰ ارسال نمایند. پخش کننده بیش از ۲۰۰۰ ارسال را در انتهای مهلت کسب نمود. برنامه‌های فینال ملی بعدها به دلیل مشکل‌های مالی توسط صدا و سیما کنار گذاشته شد.
در تاریخ ۲۹ فوریه ۲۰۰۰، توسط وب سایت ((یوروویژن)) اعلام گردید که آلسو به عنوان شرکت کننده روسی در مسابقه ۲۰۰۰ منصوب شده بود، که بعد از این در تاریخ ۱۱ مارس ۲۰۰۰ تأیید گردید. منتخب نمودن آلسو به عنوان نماینده روسیه به وحدت رای‌ها توسط هیئت منصفه از میان ۵ اثر منتخب شده در لیست نهایی تصمیم‌گیری شد. در تاریخ ۳ آوریل، «تنها» به عنوان آهنگ منتخب اعلام گردید و آهنگ برای انتشار در تاریخ ۱۲ آوریل تعیین گردید.

### ترویج
پیش از مسابقه، موزیک ویدیوی «تنها» به کارگردانی دبی بورن و فیلمبرداری شده در شهر لندن انتشار گردید، و همچنین حضور آلسو در کل اروپا برای تبلیغ این آهنگ به عنوان ورودی یوروویژن روسیه انجام گردید. او در تاریخ ۸ آوریل ۲۰۰۰ در کلاب ورنیساژ در ریگا، لتونی، کلوپ دکلته در تالین، استونی در تاریخ ۹ آوریل، و همچنین در سوئد، رومانی و مالت دیده شد. آلسو افزون بر آن حضورهای بین‌المللی خود در روزهای ۱۰ و ۱۱ آوریل در سالن کنسرت اوکتیابرسکی در سن پترزبورگ روسیه نیز اجرا نمود. «تنها» در هر دو فرمت سی دی و کاست انتشار یافت که هر دوی آنان با دارا بودن میکس‌های اضافی از آهنگ بودند. این آهنگ بعدها در جدول اروپا پلاس 'یورو هیت تاب ۴۰ به جایگاه نخست رسید.